# Eld och djupa vatten
Eld och djupa vatten är en singel från 1999, från Ken Rings album Vägen tillbaka. Låten innehåller en melodislinga och textrad från Jojje Wadenius låt Mitt lilla barn, samplad från Siw Malmkvists tolkning med dottern Tove, som således är flickan som hörs i låten. Denna version återfinns på skivan Underbara Siw.
Låten är skriven av Ken Ring, Barbro Lindgren, Colleone, Thomas Rusiak och Jojje Wadenius.

## Spår
1. Eld och djupa vatten (producerad av Collén & Thomas Rusiak)
2. Stockholm stad (producerad av Thomas Rusiak)